# Gesellschaft für Internationale Geldgeschichte
La Gesellschaft für Internationale Geldgeschichte (GIG - Società per la storia internazionale del denaro) è una unione con sede a Francoforte sul Meno, che si occupa della ricerca scientifica nell'area della storia del denaro (in particolare di numismatica) e delle medaglie.

## Storia
La GIG fu fondata nel 1965 inizialmente con il nome di „Museum für Internationale Geldgeschichte gemeinnützige Forschungsgesellschaft e.V.“. Il primo presidente è stato Willy Fuchs (1965-1971 e 1974-1992), poi Kurt Jaeger (1971-1974). Dal 1992 il presidente è Christian Stoess.
Dalla fondazione la GIG pubblica la rivista Geldgeschichtlichen Nachrichten.
La GIG ha oggi (2014) circa 800 membri in 30 paesi su cinque continenti.
Dal 1974 assegna annualmente un premio a un numismatico o a uno storico del denaro. Il premio è stato assegnato il primo anno a Peter Berghaus.